# بیندون، استرالیای غربی
بیندون (به انگلیسی: Bindoon) یک شهرک در استرالیا است که در استرالیای غربی واقع شده‌است.